# Himalrandia tetrasperma
Himalrandia tetrasperma là một loài thực vật có hoa trong họ Thiến thảo. Loài này được (Wall. ex Roxb.) T.Yamaz. mô tả khoa học đầu tiên năm 1970.